# Ta Khmau
Ta Khmau (Khmer: ក្រុងតាខ្មៅ) ist die Hauptstadt der Provinz Kandal in Kambodscha. Der Name der Stadt bedeutet übersetzt „schwarzer alter Mann“.

## Geografie
Der Stadtkern liegt etwa 11 km südlich von Phnom Penh (direkt an der Grenze zu Phnom Penh). Ein großer Teil der Einwohner pendelt zum Arbeiten nach Phnom Penh.
Im Jahr 1998 hatte Ta Khmau eine städtische Bevölkerung von 58.264 (1998 Zensus), im Jahr 2008 waren es 80.141 (2008 Zensus).

## Verwaltung
Ta Khmau gliedert sich in 10 Kommunen:
- Sangkat Kampong Samnanh
- Sangkat Prek Hor
- Sangkat Takdol
- Sangkat Takhmao
- Sangkat Prekhor
- Sangkat Prek Russey
- Sangkat Svay Rolum
- Sangkat Kaoh Anlong Chen
- Sangkat Setbou
- Sangkat Roka Khpos